# PCR inverse
La PCR inverse ou IPCR est une méthode particulière de réaction en chaîne par polymérase. Elle ne doit pas être confondue avec la transcriptase inverse qui consiste à faire de l'ADN à partir d'ARN.
Elle permet de dépasser la limite connue de la PCR : connaître la séquence.
Cette technique de biologie moléculaire sert à amplifier une séquence inconnue. Elle se réalise en trois étapes :
1. Insérer une séquence connue au milieu de la séquence inconnue à amplifier ;
2. Couper la séquence inconnue avec une enzyme de restriction et religuer les bouts via une ADN ligase pour circulariser ;
3. Couper la séquence connue par une enzyme de restriction connue, et démarrer la PCR avec pour amorce la séquence connue.